# Coudres
Coudres ist eine französische Gemeinde mit 541 Einwohnern (Stand: 1. Januar 2022) im Département Eure in der Region Normandie. Sie gehört zum Arrondissement Évreux und zum Kanton Saint-André-de-l’Eure. Die Einwohner werden Coudrais und Coudraises genannt.

## Geografie
Coudres liegt im östlichen Teil des Départements Eure, etwa 24 Kilometer südsüdöstlich von Évreux. Der Fluss Coudanne durchquert das Gemeindegebiet. Umgeben wird Coudres von den Nachbargemeinden Chavigny-Bailleul im Norden und Westen, Les Authieux im Norden, Saint-André-de-l’Eure im Nordosten, Champigny-la-Futelaye im Osten, Lignerolles im Südosten, Illiers-l’Évêque im Süden, Marcilly-la-Campagne im Süden und Südwesten sowie Moisville im Westen und Südwesten.

## Einwohnerentwicklung
| Coudres: Einwohnerzahlen von 1793 bis 2016                                                                                 | Coudres: Einwohnerzahlen von 1793 bis 2016 | Coudres: Einwohnerzahlen von 1793 bis 2016 | Coudres: Einwohnerzahlen von 1793 bis 2016 | Coudres: Einwohnerzahlen von 1793 bis 2016 |
| --- | ------------------------------------------ | ------------------------------------------ | ------------------------------------------ | ------------------------------------------ |
| Jahr |                                            |                                            |                                            | Einwohner                                  |
| 1793 | 1793                                       |                                            | 645                                        | 645                                        |
| 1800 | 1800                                       |                                            | 749                                        | 749                                        |
| 1806 | 1806                                       |                                            | 603                                        | 603                                        |
| 1821 | 1821                                       |                                            | 649                                        | 649                                        |
| 1831 | 1831                                       |                                            | 607                                        | 607                                        |
| 1836 | 1836                                       |                                            | 570                                        | 570                                        |
| 1841 | 1841                                       |                                            | 564                                        | 564                                        |
| 1846 | 1846                                       |                                            | 596                                        | 596                                        |
| 1851 | 1851                                       |                                            | 589                                        | 589                                        |
| 1856 | 1856                                       |                                            | 576                                        | 576                                        |
| 1861 | 1861                                       |                                            | 547                                        | 547                                        |
| 1866 | 1866                                       |                                            | 494                                        | 494                                        |
| 1872 | 1872                                       |                                            | 491                                        | 491                                        |
| 1876 | 1876                                       |                                            | 475                                        | 475                                        |
| 1881 | 1881                                       |                                            | 468                                        | 468                                        |
| 1886 | 1886                                       |                                            | 457                                        | 457                                        |
| 1891 | 1891                                       |                                            | 468                                        | 468                                        |
| 1896 | 1896                                       |                                            | 454                                        | 454                                        |
| 1901 | 1901                                       |                                            | 444                                        | 444                                        |
| 1906 | 1906                                       |                                            | 434                                        | 434                                        |
| 1911 | 1911                                       |                                            | 436                                        | 436                                        |
| 1921 | 1921                                       |                                            | 411                                        | 411                                        |
| 1926 | 1926                                       |                                            | 392                                        | 392                                        |
| 1931 | 1931                                       |                                            | 394                                        | 394                                        |
| 1936 | 1936                                       |                                            | 377                                        | 377                                        |
| 1946 | 1946                                       |                                            | 393                                        | 393                                        |
| 1954 | 1954                                       |                                            | 427                                        | 427                                        |
| 1962 | 1962                                       |                                            | 409                                        | 409                                        |
| 1968 | 1968                                       |                                            | 363                                        | 363                                        |
| 1975 | 1975                                       |                                            | 330                                        | 330                                        |
| 1982 | 1982                                       |                                            | 359                                        | 359                                        |
| 1990 | 1990                                       |                                            | 447                                        | 447                                        |
| 1999 | 1999                                       |                                            | 454                                        | 454                                        |
| 2006 | 2006                                       |                                            | 502                                        | 502                                        |
| 2011 | 2011                                       |                                            | 528                                        | 528                                        |
| 2016 | 2016                                       |                                            | 549                                        | 549                                        |
| Quelle(n): EHESS/Cassini bis 1999, INSEE ab 2006 Anmerkung(en): Ab 1962 offizielle Zahlen ohne Einwohner mit Zweitwohnsitz |                                            |                                            |                                            |                                            |

## Kultur und Sehenswürdigkeiten

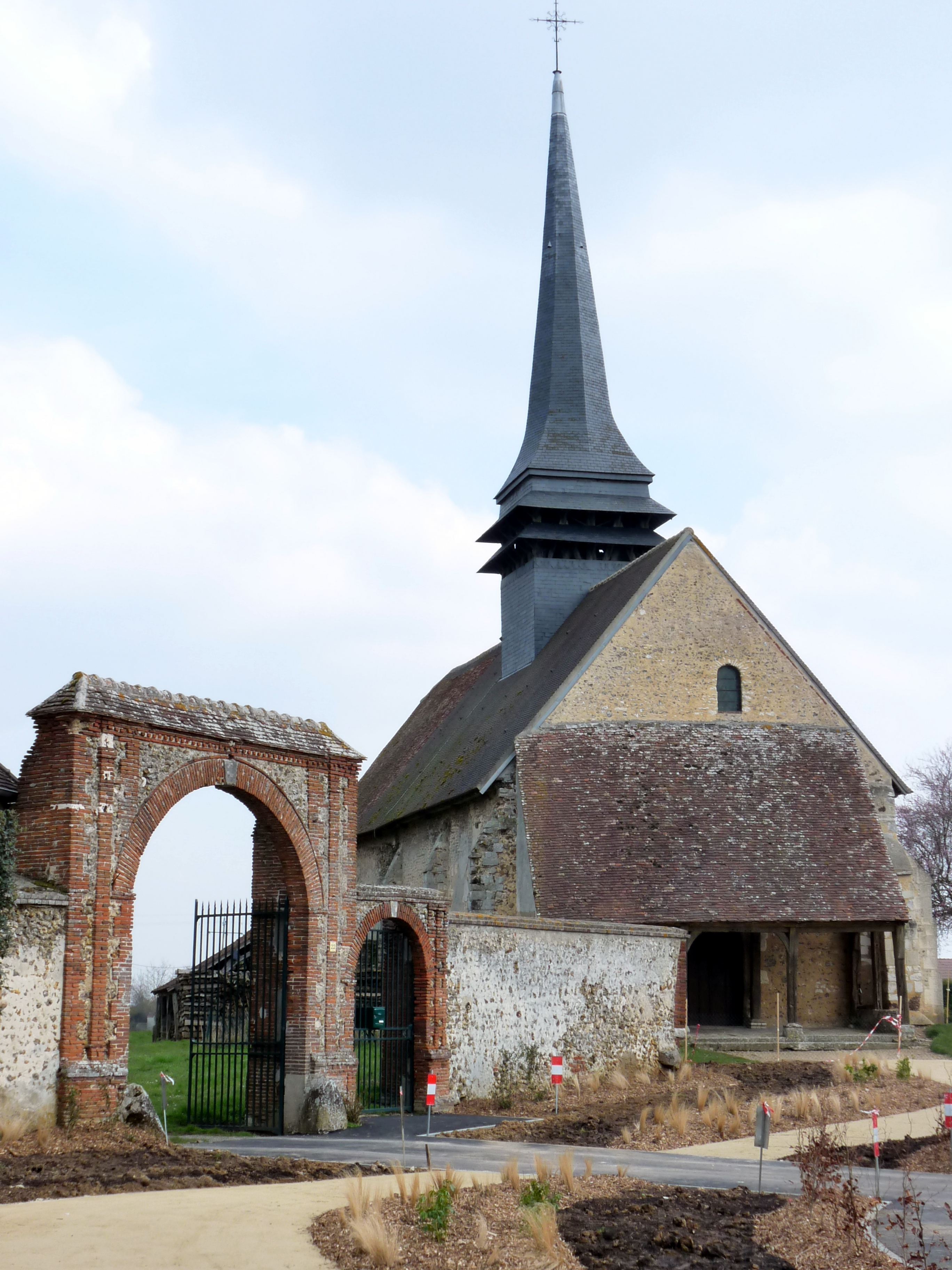
Kirche Saint-Martin

- Pfarrkirche Saint-Martin mit Ursprüngen aus dem 13. Jahrhundert, bis zum Ende des 18. Jahrhunderts Prioratskirche, seit 1999 als Monument historique eingeschrieben